# Groupe écologiste (Assemblée nationale)
Pour les articles homonymes, voir groupe écologiste.
Ne doit pas être confondu avec Groupe Écologie démocratie solidarité.
Le groupe écologiste, officiellement groupe écologiste et social (abrégé en EcoS) depuis 2024, est un groupe parlementaire français de l'Assemblée nationale. Il existe entre juin 2012 et mai 2016 au cours de la XIVe législature de la Cinquième République sous le nom de « groupe écologiste ». Il est recréé sous le nom « groupe écologiste – NUPES » en juin 2022, au début de la XVIe législature.

## Effectifs et dénominations (depuis 2012)
| Année | Nom                  | Abréviation | Membres | Apparentés | Total | Évolution | %      |
| ----- | -------------------- | ----------- | ------- | ---------- | ----- | --------- | ------ |
| 2012  | Écologiste           | ÉCOLO       | 18      | 0          | 18    | 18        | 3,12 % |
| 2017  | —                    | —           | 0       | 0          | 0     | 18        | 0,00 % |
| 2022  | Écologiste – NUPES   | ÉCO-NUPES   | 23      | 0          | 23    | 23        | 3,99 % |
| 2024  | Écologiste et social | ÉcoS        | 38      | 0          | 38    | 15        | 6,59 % |

## Historique

### XIVelégislature

Logo de 2012 à 2016.

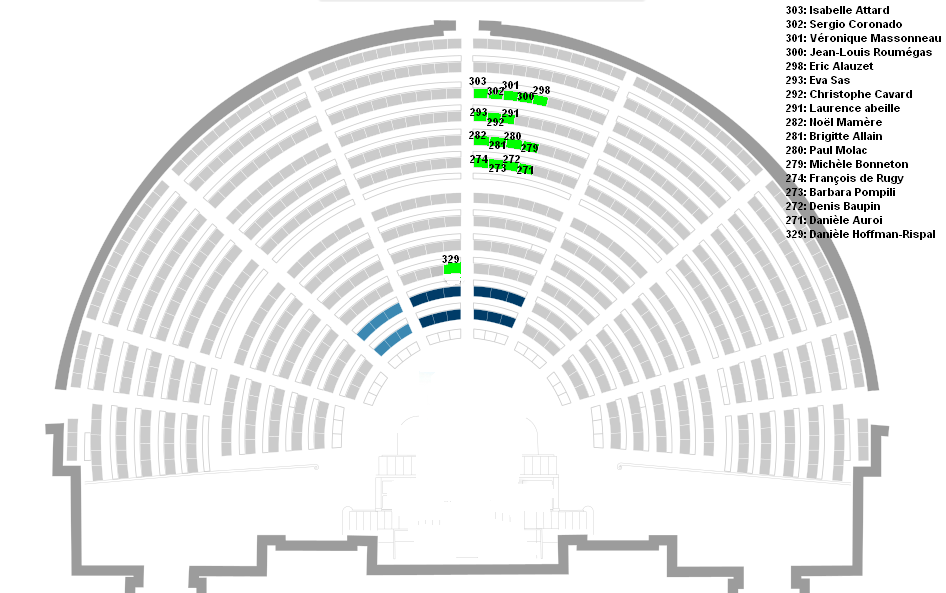
Sièges des députés du groupe écologiste.

Premier groupe parlementaire écologiste de l'Assemblée nationale, il comprend les 17 députés élus lors des élections législatives de juin 2012, grâce à l'accord électoral passé avec le Parti socialiste ; ils obtiennent leurs mandats sous l'étiquette Europe Écologie Les Verts, ainsi qu'un proche de l'Union démocratique bretonne, Paul Molac — d'où 18 députés dans le groupe. C'est la première fois que les députés écologistes jouissent d'un groupe parlementaire réservé à leur famille politique.
Lors de sa création le 20 juin 2012, le groupe déclare vouloir instaurer une co-présidence entre François de Rugy et Barbara Pompili, mais cette possibilité n'est pas offerte par le règlement de l'Assemblée nationale,. Finalement, ils décident d’alterner la présidence officielle du groupe tous les six mois.
Le groupe vote blanc à l'élection du président de l'Assemblée nationale afin de protester contre le refus du PS de lui accorder la présidence de la commission du Développement durable et de l'Aménagement du territoire.
Les dissensions au sein d'EÉLV et du groupe écologiste se dessinent dans le sillage de la démission de Cécile Duflot et Pascal Canfin le 31 mars 2014, au moment de l'arrivée de Manuel Valls au poste de Premier ministre.
Au fil des mois se précisent d'une part une aile prônant la collaboration avec le gouvernement socialiste, et d'autre part une aile prônant la distance vis-à-vis du gouvernement.
En mai 2015, neuf députés du groupe demandent une assemblée générale en juin pour élire un nouveau bureau et donc une nouvelle co-présidence. Les deux co-présidences étaient assurées depuis juin 2012 par François De Rugy et Barbara Pompili, tous deux partisans de l'alliance avec la majorité socialiste. Les signataires sont Laurence Abeille, Isabelle Attard, Danielle Auroi, Michele Bonneton, Sergio Coronado, Cécile Duflot, Noël Mamère, Jean-Louis Roumegas et Éva Sas.
En août 2015, le journaliste Laurent de Boissieu suggère de distinguer « cinq tendances internes » au groupe écologiste en s'appuyant sur « l'analyse de treize choix (dont onze votes dans l'hémicycle) » : « une droite pro-gouvernementale » ; « un centre droit pro-gouvernemental » ; « un centre » ; « un centre gauche anti-gouvernemental » ; « une gauche anti-gouvernementale ».
Fin août 2015, François de Rugy annonce qu'il quitte EÉLV, et fin septembre 2015, Barbara Pompili fait de même.
Le 13 octobre 2015, après de longues négociations, Cécile Duflot remplace François de Rugy à la co-présidence du groupe, Barbara Pompili restant l'autre co-présidente.
Le 19 janvier 2016, les huit députés du groupe écologiste partisans de l'alliance avec les socialistes officialisent la création d’une composante dotée de sa propre organisation, qui veut se distinguer du parti EÉLV tout en se définissant comme « réformiste et non pas pro-gouvernement »,. Ce sont Éric Alauzet, Denis Baupin, Christophe Cavard, François de Rugy, François-Michel Lambert, Paul Molac, Véronique Massonneau et la co-présidente Barbara Pompili. Parmi eux, seuls Denis Baupin et Éric Alauzet sont alors membres d’EÉLV.
La seule députée qui ne prend pas ouvertement parti dans cette dissension est Brigitte Allain, députée de la Dordogne.
Le 11 février 2016, Barbara Pompili est nommée secrétaire d’État chargée de la Biodiversité auprès du ministère de l'Environnement. Son suppléant à l'Assemblée nationale, Roman Joron, rejoint le groupe SRC. Elle est remplacée le 16 février à la co-présidence du groupe écologiste par François de Rugy.
Denis Baupin ayant démissionné le 9 mai 2016 de son poste de vice-président de l'Assemblée nationale, François de Rugy le remplace le 17 mai, et laisse donc vacant la co-présidence du groupe écologiste. Denis Baupin se met également en retrait du groupe écologiste, pour siéger dorénavant en tant que député non inscrit à un groupe. Le groupe ne comprend donc plus que 16 députés.
Le 19 mai 2016, à l'occasion des nouvelles tensions autour du remplacement de François de Rugy au poste de co-président du groupe, les six députés partisans de l'alliance avec la majorité socialiste annoncent qu'ils quittent le groupe écologiste pour rejoindre le groupe SRC (Éric Alauzet, Christophe Cavard, François-Michel Lambert, Véronique Massonneau, Paul Molac et François de Rugy),. Avec dix députés, le groupe écologiste n'atteignant plus le nombre de quinze prévu par le règlement de l'Assemblée nationale pour constituer un groupe politique, il est de facto dissous.
Parmi ces six députés partants, seul Éric Alauzet est encore membre d’EÉLV. Parmi les dix députés restants, huit font partie d'EÉLV (Noël Mamère l'ayant quitté en septembre 2013 et Isabelle Attard en novembre 2013).
| Date            | Nom               | Membres | Apparentés | Total | Évolution | %      | Commentaire                                                        |
| --------------- | ----------------- | ------- | ---------- | ----- | --------- | ------ | ------------------------------------------------------------------ |
| 20 juin 2012    | Groupe Écologiste | 18      | 0          | 18    | 18        | 3,12 % | Création du groupe                                                 |
| 11 février 2016 | Groupe Écologiste | 17      | 0          | 17    | 1         | 2,95 % | Départ du suppléant de Barbara Pompili : Romain Joron              |
| 9 mai 2016      | Groupe Écologiste | 16      | 0          | 16    | 1         | 2,77 % | Départ de Denis Baupin                                             |
| 19 mai 2016     | Groupe Écologiste | 10      | 0          | 10    | 6         | 1,73 % | Départ de 6 membres du groupe Dissolution automatique de celui-ci. |

### XVelégislature
Le groupe est dissous avant les élections législatives françaises de 2017, où la plupart des membres ne sont pas reéelus. Seuls Delphine Batho et Matthieu Orphelin connus pour leurs engagements écologiques sont élus. Ils forment au cours de la législature, en mai 2020, le Groupe Écologie démocratie solidarité avec Émilie Cariou, Annie Chapelier, Paula Forteza, Hubert Julien-Laferrière, Aurélien Taché, Cédric Villani.

### XVIelégislature
Le groupe est co-présidé par Julien Bayou et Cyrielle Chatelain jusqu'en septembre 2022, puis par Cyrielle Chatelain seule.
| Année        | Nom                | Membres | Apparentés | Total | Évolution | %      | Commentaire          |
| ------------ | ------------------ | ------- | ---------- | ----- | --------- | ------ | -------------------- |
| 22 juin 2022 | Écologiste – NUPES | 23      | 0          | 23    | 23        | 3,99 % | Recréation du groupe |

### XVIIelégislature
Au début de la législature, le groupe change de nom notamment pour accueillir 5 députés appartenant précédemment à LFI non réinvestis ou en rupture par ce parti. Le groupe est à nouveau présidé par Cyrielle Chatelain.
| Année           | Nom                  | Membres | Apparentés | Total | Évolution | %      | Commentaire       |
| --------------- | -------------------- | ------- | ---------- | ----- | --------- | ------ | ----------------- |
| 16 juillet 2024 | Écologiste et Social | 38      | 0          | 38    | 15        | 6,59 % | Changement de nom |

## Composition

### XIVelégislature
- Europe Écologie Les Verts (9 sur 18)
  - Michèle Bonneton (Isère - 9e)
  - Laurence Abeille (Val-de-Marne - 6e)
  - Éric Alauzet (Doubs - 2e)
  - Brigitte Allain (Dordogne - 2e)
  - Danielle Auroi (Puy-de-Dôme - 3e)
  - Sergio Coronado (Français établis hors de France - 2e)
  - Cécile Duflot (Paris - 6e)
  - Jean-Louis Roumégas (Hérault - 1re)
  - Éva Sas (Essonne - 7e)
- Écologistes ! (3 sur 18)
  - François de Rugy (Loire-Atlantique - 1re), co-président du groupe jusqu'en octobre 2015, quitte EÉLV en août 2015.
  - Christophe Cavard (Gard - 6e), quitte EÉLV en juin 2015. En octobre 2015 il devient membre associé et animateur du réseau d'Écologistes !, sans y adhérer[20].
  - Véronique Massonneau (Vienne - 4e), quitte EÉLV le 3 octobre 2015[21].
- Divers écologistes (4 sur 18)
  - Isabelle Attard (Calvados - 5e), quitte EÉLV en novembre 2013[22].
  - Noël Mamère (Gironde - 3e), quitte EÉLV en septembre 2013.
  - Barbara Pompili (Somme - 2e), co-présidente du groupe, quitte EÉLV le 30 septembre 2015[23]. Nommée secrétaire d’État chargée de la Biodiversité le 11 février 2016. Son suppléant ne siège pas dans le groupe écologiste.
  - Denis Baupin (Paris - 10e), quitte EÉLV en avril 2016, et se met en retrait du groupe écologiste le 9 mai 2016.
- Génération écologie et Front démocrate (1 sur 18)
  - François-Michel Lambert (Bouches-du-Rhône - 10e), s'est fait exclure d'EÉLV en juin 2015 après avoir annoncé qu'il s'était inscrit à Génération écologie et au Front démocrate.
- Apparenté Union démocratique bretonne (1 sur 18)
  - Paul Molac (Morbihan - 4e).

### XVIelégislature

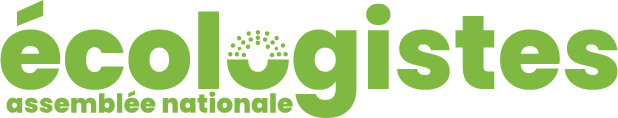
Logo du groupe écologiste de 2022 à 2024.

Depuis la XVIe législature, le groupe rassemble les députés dont les partis sont membres du Pôle écologiste.

#### Membres
| Circonscription                 | Circonscription | Nom | Nom                   | Parti | Parti                 | Remarques |
| ------------------------------- | --------------- | --- | --------------------- | ----- | --------------------- | --- |
| Dordogne                        | 4e              |     | Sébastien Peytavie    |       | G·s                   | Membre de la commission des affaires sociales. « Le premier député en fauteuil roulant de la Ve République ». |
| Drôme                           | 3e              |     | Marie Pochon          |       | EÉLV                  | Secrétaire générale de l'association Notre affaire à tous qui a coordonné l'action en justice contre la France pour « inaction climatique ». Membre de la commission du développement durable.                              |
| Haute-Garonne                   | 9e              |     | Christine Arrighi     |       | EÉLV                  | Membre de la commission des finances. |
| Gironde                         | 2e              |     | Nicolas Thierry       |       | EÉLV                  | Membre de la commission du développement durable. Élu conseiller régional de Nouvelle-Aquitaine aux élections régionales de 2021, en tant que tête de liste écologiste.                                                     |
| Indre-et-Loire                  | 1re             |     | Charles Fournier      |       | EÉLV                  | Vice-président chargé des relations extérieures et membre de la commission aux affaires économiques. Élu conseiller régional de Centre-Val de Loire aux élections régionales de 2021, en tant que tête de liste écologiste. |
| Isère                           | 2e              |     | Cyrielle Chatelain    |       | EÉLV                  | Présidente du groupe. Membre de la commission défense. Ancienne attachée parlementaire du député du Doubs, Eric Alauzet, entre 2012 et 2014.                                                                                |
| Isère                           | 5e              |     | Jérémie Iordanoff     |       | EÉLV                  | Membre de la commission des lois. Ancien attaché parlementaire du député de l'Hérault, Jean-Louis Rouméguas, entre 2012 et 2017.                                                                                            |
| Loire-Atlantique                | 4e              |     | Julie Laernoes        |       | EÉLV                  | Membre de la commission des affaires économiques. Ancienne vice-présidente de Nantes Métropole. |
| Loire-Atlantique                | 6e              |     | Jean-Claude Raux      |       | T44                   | Membre de la commission des affaires culturelles et éducatives. Ancien maire de la commune de Saffré, élu en 2020 |
| Bas-Rhin                        | 1re             |     | Sandra Regol          |       | EÉLV                  | Vice-présidente du groupe. Membre de la commission des lois. |
| Rhône                           | 3e              |     | Marie-Charlotte Garin |       | EÉLV                  | Membre de la commission des affaires sociales. |
| Paris                           | 8e              |     | Éva Sas               |       | EÉLV                  | Co-porte-parole du groupe Membre de la commission des finances. Ancienne députée de l'Essonne entre 2012 et 2017. |
| Paris                           | 9e              |     | Sandrine Rousseau     |       | EÉLV                  | Membre de la commission des affaires sociales. |
| Yvelines                        | 8e              |     | Benjamin Lucas        |       | G·s                   | Membre de la commission des lois. |
| Deux-Sèvres                     | 2e              |     | Delphine Batho        |       | GÉ                    | Membre de la commission des affaires économiques. Ancienne ministre de l'écologie sous le gouvernement Ayrault II et députée depuis 2012.                                                                                   |
| Vienne                          | 1re             |     | Lisa Belluco          |       | EÉLV                  | Membre de la commission du développement durable. Ancienne conseillère municipale de la ville de Poitiers, élue en 2020 |
| Hauts-de-Seine                  | 2e              |     | Francesca Pasquini    |       | EÉLV puis G·s         | Membre de la commission des affaires culturelles et éducatives. Ancienne conseillère municipale d'Asnières-sur-Seine, élue en 2020.                                                                                         |
| Hauts-de-Seine                  | 4e              |     | Sabrina Sebaihi       |       | EÉLV                  | Co-porte-parole du groupe. Membre de la commission des affaires étrangères. Ancienne adjointe au maire d'Ivry-sur-Seine à la politique de la ville et à la sécurité, élue en 2014                                           |
| Val-de-Marne                    | 11e             |     | Sophie Taillé-Polian  |       | G·s                   | Vice-présidente chargée de l'intergroupe NUPÉS et membre de la commission des affaires culturelles et éducatives. Ancienne sénatrice du Val de Marne élue en 2017.                                                          |
| Val-d'Oise                      | 10e             |     | Aurélien Taché        |       | ND puis EÉLV puis ÉCO | Trésorier. Membre de la commission des affaires étrangères. Député depuis 2017. |
| Français établis hors de France | 9e              |     | Karim Ben Cheïkh      |       | G·s                   | Membre de la commission des finances. |

#### Répartition partisane
| Parti | Parti                     | Nombre |
| ----- | ------------------------- | ------ |
|       | Europe Écologie Les Verts | 13     |
|       | Génération.s              | 5      |
|       | Génération écologie       | 1      |
|       | T44                       | 1      |
|       | Divers écologiste         | 1      |

### XVIIelégislature
Depuis la XVIIe législature, le groupe rassemble les membres des partis qui étaient déjà dans le groupe lors de la législature précédente, mais aussi des élus dissidents de La France insoumise.

#### Membres
| Circonscription                 | Circonscription | Nom | Nom                   | Parti | Parti | |
| ------------------------------- | --------------- | --- | --------------------- | ----- | ----- | --- |
| Bouches-du-Rhône                | 5e              |     | Hendrik Davi          |       | L'AP  | Chercheur en écologie forestière de profession. Parlementaire lors de la précédente législature. Membre de la commission des affaires sociales.                                                             |
| Charente-Maritime               | 2e              |     | Benoît Biteau         |       | LÉ    | Paysan agronome de profession. Ancien député européen de 2019 à 2024. Membre de la commission des affaires économiques.                                                                                     |
| Côte d'Or                       | 2e              |     | Catherine Hervieu     |       | LÉ    | Psychologue scolaire à la retraite. Ancienne conseillère municipale de Dijon. Membre de la commission de la défense.                                                                                        |
| Dordogne                        | 4e              |     | Sébastien Peytavie    |       | G·s   | Psychologue libéral de profession. Parlementaire lors de la précédente législature. Membre de la commission des affaires sociales.                                                                          |
| Doubs                           | 2e              |     | Dominique Voynet      |       | LÉ    | Inspectrice générale des affaires sociales de profession. Ancienne ministre de l'environnement. Membre de la commission des affaires étrangères.                                                            |
| Drôme                           | 3e              |     | Marie Pochon          |       | LÉ    | Responsable associative de profession. Parlementaire lors de la précédente législature. Membre de la commission au développement durable.                                                                   |
| Haute-Garonne                   | 9e              |     | Christine Arrighi     |       | LÉ    | Administratrice à la direction nationale des finances publiques de profession. Parlementaire lors de la précédente législature. Membre de la commission des finances.                                       |
| Gironde                         | 2e              |     | Nicolas Thierry       |       | LÉ    | Enseignant à Sciences Po Bordeaux. Parlementaire lors de la précédente législature. Membre de la commission au développement durable.                                                                       |
| Hérault                         | 1e              |     | Jean-Louis Roumégas   |       | LÉ    | Responsable du centre de ressources en prévention-santé de l'éducation nationale de profession. Parlementaire de 2012 à 2017. Membre de la commission des affaires étrangères.                              |
| Ille-et-Vilaine                 | 2e              |     | Tristan Lahais        |       | G.s   | Conseiller technique de profession. Vice président de Rennes Métropole depuis 2020. Membre de la commission des finances.                                                                                   |
| Indre-et-Loire                  | 1re             |     | Charles Fournier      |       | LÉ    | Vice-président du groupe. Consultant formateur de profession. Parlementaire lors de la précédente législature. Membre de la commission des affaires économiques.                                            |
| Isère                           | 2e              |     | Cyrielle Chatelain    |       | LÉ    | Présidente du groupe. Conseillère d'élus de profession. Parlementaire lors de la précédente législature. Membre de la commission de la défense.                                                             |
| Isère                           | 5e              |     | Jérémie Iordanoff     |       | LÉ    | Vice-président du groupe. Artiste peinte de profession. Parlementaire lors de la précédente législature. Membre de la commission des lois. Vice-président de l’Assemblée nationale à partir d’octobre 2024. |
| Loire-Atlantique                | 4e              |     | Julie Laernoes        |       | LÉ    | Cheffe de cabinet de profession. Parlementaire lors de la précédente législature. Membre de la commissions des affaires économiques.                                                                        |
| Loire-Atlantique                | 6e              |     | Jean-Claude Raux      |       | T44   | Professeur de lettres et d'anglais de profession. Parlementaire lors de la précédente législature. Membre de la commission de la culture et de l'éducation.                                                 |
| Loiret                          | 2e              |     | Emmanuel Duplessy     |       | G.s   | Chargé de mission de profession. Ancien conseiller municipal d'Orléans. Membre de la commission des lois.                                                                                                   |
| Morbihan                        | 5e              |     | Damien Girard         |       | LÉ    | Cadre dans le marketing des énergies renouvelables de profession. Ancien conseiller départemental Membre de la commission de la défense.                                                                    |
| Puy-de-Dôme                     | 3e              |     | Nicolas Bonnet        |       | LÉ    | Ingénieur et cadre technique de profession. Ancien adjoint au maire de Clermont-Ferrand. Membre de la commission au développement durable.                                                                  |
| Bas-Rhin                        | 1re             |     | Sandra Regol          |       | LÉ    | Vice-Présidente du groupe. Parlementaire lors de la précédente législature. Membre de la commission des lois.                                                                                               |
| Rhône                           | 2e              |     | Boris Tavernier       |       | LÉ    | Cadre d'entreprise de profession. Cofondateur de l'association « Vers un réseau d'achat en commun ». Membre de la commission des affaires économiques.                                                      |
| Rhône                           | 3e              |     | Marie-Charlotte Garin |       | LÉ    | Collaboratrice de groupe politique de profession. Parlementaire lors de la précédente législature. Membre de la commission des affaires sociales.                                                           |
| Paris                           | 3e              |     | Léa Balage El Mariky  |       | LÉ    | Co-porte-parole du groupe. Cadre administrative de profession. Ancienne secrétaire nationale du parti par intérim. Membre de la commission des lois.                                                        |
| Paris                           | 5e              |     | Pouria Amirshahi      |       | LÉ    | Directeur Europe-International du département de la Seine Saint Denis. Parlementaire de 2012 à 2017. Membre de la commission des lois.                                                                      |
| Paris                           | 8e              |     | Éva Sas               |       | LÉ    | Experte en économie de profession. Parlementaire lors de la précédente législature. Membre de la commission des finances.                                                                                   |
| Paris                           | 9e              |     | Sandrine Rousseau     |       | LÉ    | Enseignante en économie de profession. Parlementaire lors de la précédente législature. Membre de la commission des affaires sociales.                                                                      |
| Paris                           | 15e             |     | Danielle Simonnet     |       | l'AP  | Conseillère d'orientation-psychologue de profession. Vice présidente du groupe. Parlementaire lors de la précédente législature. Membre de la commission des finances/.                                     |
| Seine-et-Marne                  | 8e              |     | Arnaud Bonnet         |       | LÉ    | Professeur de SVT de profession. Membre de la commission de la culture et de l'éducation. |
| Yvelines                        | 8e              |     | Benjamin Lucas        |       | G·s   | Co-porte-parole du groupe. Parlementaire lors de la précédente législature. Membre de la commission des affaires sociales.                                                                                  |
| Deux-Sèvres                     | 2e              |     | Delphine Batho        |       | GÉ    | Cadre territorial de profession. Parlementaire lors de la précédente législature. Membre de la commission des affaires économiques                                                                          |
| Somme                           | 1e              |     | François Ruffin       |       | D!    | Journaliste et réalisateur de profession. Parlementaire lors de la précédente législature. Membre de la commission de la défense.                                                                           |
| Vienne                          | 1re             |     | Lisa Belluco          |       | LÉ    | Inspectrice de l'environnement de profession. Parlementaire lors de la précédente législature. Membre de la commission au développement durable.                                                            |
| Essonne                         | 3e              |     | Steevy Gustave        |       | LÉ    | Producteur musical de profession. Ancien conseiller municipal de Brétigny-sur-Orge. Membre de la commission de la culture et de l'éducation.                                                                |
| Essonne                         | 9e              |     | Julie Ozenne          |       | LÉ    | Architecte de profession. Vice-présidente de l'association R.E.N.A.R.D. Membre de la commission au développement durable.                                                                                   |
| Hauts-de-Seine                  | 4e              |     | Sabrina Sebaihi       |       | LÉ    | Travailleuse administrative de profession. Parlementaire lors de la précédente législature. Membre de la commission des affaires étrangères.                                                                |
| Seine-Saint-Denis               | 7e              |     | Alexis Corbière       |       | L'AP  | Professeur d'histoire géographie de profession. Parlementaire lors de la précédente législature. Membre de la commission de la culture et de l'éducation.                                                   |
| Seine-Saint-Denis               | 11e             |     | Clémentine Autain     |       | L'AP  | Journaliste et écrivaine de profession. Parlementaire lors de la précédente législature. Membre de la commission des affaires étrangères                                                                    |
| Val-de-Marne                    | 11e             |     | Sophie Taillé-Polian  |       | G·s   | Fonctionnaire territorial de profession. Parlementaire lors de la précédente législature. Membre de la commission de la culture et de l'éducation.                                                          |
| Français établis hors de France | 9e              |     | Karim Ben Cheïkh      |       | G·s   | Diplomate au consulat du Liban de profession. Parlementaire lors de la précédente législature. Membre de la commission des finances                                                                         |

#### Répartition partisane
| Parti | Parti                                       | Nombre |
| ----- | ------------------------------------------- | ------ |
|       | Les Écologistes – Europe Écologie Les Verts | 25     |
|       | Génération·s                                | 6      |
|       | L'Après                                     | 4      |
|       | Debout !                                    | 1      |
|       | Génération écologie                         | 1      |
|       | Territoires44                               | 1      |